# Mearnsiana
Mearnsiana is een geslacht van Phasmatodea uit de familie Heteropterygidae. De wetenschappelijke naam van dit geslacht is voor het eerst geldig gepubliceerd in 1939 door Rehn & Rehn.

## Soorten
Het geslacht Mearnsiana is monotypisch en omvat slechts de volgende soort:
- Mearnsiana bullosa Rehn & Rehn, 1939